# Antonio Rumeu de Armas
Antonio Rumeu de Armas (Santa Cruz de Tenerife, 18 de gener de 1912 – Madrid, 9 de juny de 2006) va ser un historiador i acadèmic espanyol.

## Biografia
Va estudiar la carrera de Filosofia i Lletres i la de Dret en la Universitat Central de Madrid i es va doctorar en Dret i en Filosofia i Lletres. Va ocupar les càtedres d'Història d'Espanya a les universitats de Granada i Barcelona i la d'Història Moderna d'Espanya en la Universitat Complutense de Madrid.
Especialitzat en història d'Amèrica i de les Illes Canàries, va ser professor extraordinari en la Universitat de Georgetown als Estats Units i de l'Escola Diplomàtica a Espanya. A diversos països sud-americans —Mèxic, Argentina, Perú, Colòmbia i Xile— va ser nomenat acadèmic de nombre en les seves corresponents acadèmies de la història.
Fou escollit acadèmic numerari de la Reial Acadèmia de la Història el 1968, va prendre possessió del càrrec el 22 de novembre de 1970. fou president de l'acadèmia entre 1986 i 1989 i entre 1995 i 1998. Fou fundador de l'Anuario de Estudios Atlánticos, i també dirigí les revistes Hispania i Cuadernos de Historia, editades pel Consell Superior d'Investigacions Científiques, del qual també va ser membre actiu.

## Premis i distincions
Va obtenir el Premi Antonio de Nebrija el 1945 i el Premi Nacional de Literatura a 1955. El 1998 va ser nomenat doctor honoris causa per la Universitat de La Laguna a Tenerife i la Universitat Politècnica de Madrid. Estava en possessió de les medalles de l'Orde d'Isabel la Catòlica i d'Alfons X el Savi.

## Obra
De la seva obra destaca: 
- Historia de la censura gubernativa en España (1940)
- Historia de la previsión social en España (1942)
- Los seguros sociales en nuestro pasado histórico (1942)
- Colón en Barcelona (1944) a on explica l'arribada del Descobridor d'Amèrica a la capital catalana, on és rebut per Ferran i Isabel. En Colom a Barcelona fou un llibre important en els estudis colombins, una innovació acadèmica pel detall i per la precisió amb què es mostra la ciutat de Barcelona i el seu paper en el Nou Món.
- Piraterías y ataques navales contra las islas Canarias (1947)
- Código del trabajo del indígena americano (1953)
- El testamento político del conde de Floridablanca (1962)
- Un escrito desconocido de Cristóbal Colón: el memorial de la Mejorada (1972)
- El Obispado de Telde
- La conquista de Tenerife
- La invasión de Las Palmas por el almirante holandés Van der Does en 1599, última obra publicada el 1999.